# Sankt Jacobi Kirke
Sct. Jacobi Kirke (Varde Kirke) er en kirke på Torvet i Varde. Den har et skib, kor og apsis fra romansk tid.
Man ved ikke med sikkerhed, hvornår Sct. Jacobi Kirke i Varde blev bygget, men det formodes at være mellem år 1150 og 1225. Tårnet blev tilføjet i senmiddelalderen. I perioden 1809-12 blev kirken udvidet med to sidefløje og fik derved grundplan som korskirke. Udvidelsen fandt sted i forbindelse med nedrivningen af Sankt Nicolai Kirke, Vardes første kirke.
Den første model i Minibyen i Varde var den nedrevne Sankt Nikolai Kirke.
Under Sankt Jacobi Kirke i Varde findes tre gravpladser.
- Kirkegården ved Sct. Jacobi Kirke (nu urnekirkegård)
- Arnbjerg Kirkegård
- Østerlund Kirkegård